# Центр штату Ріу-Гранді-ду-Норті (мезорегіон)
Центр штату Ріу-Гранді-ду-Норті (порт. Mesorregião Central Potiguar) — адміністративно-статистичний мезорегіон в Бразилії, входить в штат Ріу-Гранді-ду-Норті. Населення становить 374 364 чоловік на 2006 рік. Займає площу 15 810,436 км². Густота населення — 23,7 чол./км².

## Склад мезорегіону
В мезорегіон входять наступні мікрорегіони:
1. Серра-ді-Сантана
2. Анжикус
3. Макау
4. Серідо-Осідентал
5. Серідо-Орьєнтал

| Бразилія | Це незавершена стаття з географії Бразилії. Ви можете допомогти проєкту, виправивши або дописавши її. |